# Seymour Bathurst (7e comte Bathurst)
Seymour Henry Bathurst, 7e comte Bathurst (21 juillet 1864 - 21 septembre 1943) est un noble britannique, militaire et propriétaire de journal,.

## Biographie
Il est le fils d'Allen Bathurst (6e comte Bathurst) et de Meriel Leicester Warren. Ses grands-parents maternels sont George Warren (2e baron de Tabley) et son épouse Catharina Barbara de Salis-Saglio. Il fait ses études au Collège d'Eton et à Christ Church, à Oxford,.
Bathurst entre dans le 4e bataillon à temps partiel, Gloucestershire Regiment (Royal North Gloucestershire Militia) et est promu au commandement du bataillon avec le grade de lieutenant-colonel le 2 mars 1898. Son jeune frère Allen «Benjamin» Bathurst sert également dans le régiment. Les 4e Gloucester sont engagés du 11 janvier 1900 au 27 juillet 1901 dans la seconde guerre des Boers, servant sur l'île de Sainte-Hélène à la garde des prisonniers Boers. En reconnaissance de ses services, Bathurst est nommé Compagnon de l'Ordre de Saint-Michel et Saint-Georges (CMG) dans la liste des distinctions sud-africaines publiée le 26 juin 1902.
Il prend sa retraite du 4e Gloucesters le 2 mars 1908, et le 22 septembre de cette année-là, il est nommé colonel honoraire du 5e Gloucesters, un bataillon de la nouvelle Force territoriale dont son frère Benjamin vient d'être nommé commandant. Il conserve le poste jusqu'en 1933. Il est également président de l'Association territoriale du Gloucestershire et reçoit la décoration territoriale (TD).

## Mariage et famille

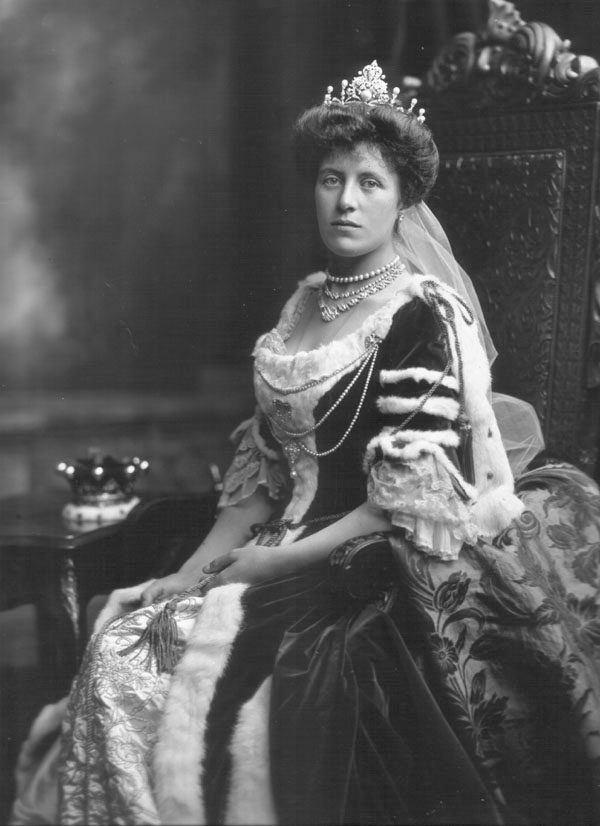
Comtesse de Bathurst, photographiée le 24 septembre 1902.

Le 15 novembre 1893, Bathurst épouse Lilias Margaret Frances Borthwick, fille unique d'Algernon Borthwick (1er baron Glenesk), propriétaire du Morning Post et de sa femme Alice Beatrice Lister, fille du romancier Thomas Henry Lister et de sa femme Maria Theresa Lewis. Ils ont quatre enfants:
- Meriel Olivia Bathurst (3 septembre 1894 - 18 janvier 1936). Elle épouse le capitaine Lord Alastair Mungo Graham, fils de Douglas Graham (5e duc de Montrose).
- Allen Bathurst (Lord Apsley) (3 août 1895 - tué en service actif le 17 décembre 1942)
- William Ralph Seymour Bathurst (21 septembre 1903 - 10 septembre 1970). Il épouse Helen Winifred Heathcoat-Amory, fille du lieutenant-colonel Harry William Ludovic Heathcote Heathcoat-Amory.
- Ralph Henry Bathurst (26 septembre 1904 - 5 décembre 1965).

Countess Lilias Road à Cirencester porte le nom de Lady Bathurst.